# Chiesa di San Lorenzo Martire (Corfino)
La chiesa di San Lorenzo Martire è un edificio sacro che si trova a Corfino nel comune di Villa Collemandina.
È la chiesa parrocchiale del paese.

## Storia
La chiesa viene rammentata nella bolla di papa Alessandro III del 1168. Nel 1370, tutto l'antico borgo fu completamente saccheggiato e distrutto dalle truppe di Orlando e Alderigo Antelminelli, ragione per cui non vi è rimasta l'esistenza di documenti più antichi.
Da documenti dell'archivio arcivescovile di Lucca, si apprende che nel 1373 il vescovo dette la licenza al rettore e agli operai della chiesa di vendere dei beni di proprietà della chiesa per il restauro della stessa e dell'annessa canonica. In quel periodo di ricostruzione funse da parrocchiale la chiesa di Santa Maria a Monte vicino al castello di Corfino. 
La chiesa è stata ricostruita per tre volte, l'ultima nel 1628. È stata elevata da rettoria a propositura il primo agosto 1975, insieme al santuario della Madonna del Perpetuo Soccorso.

## Descrizione

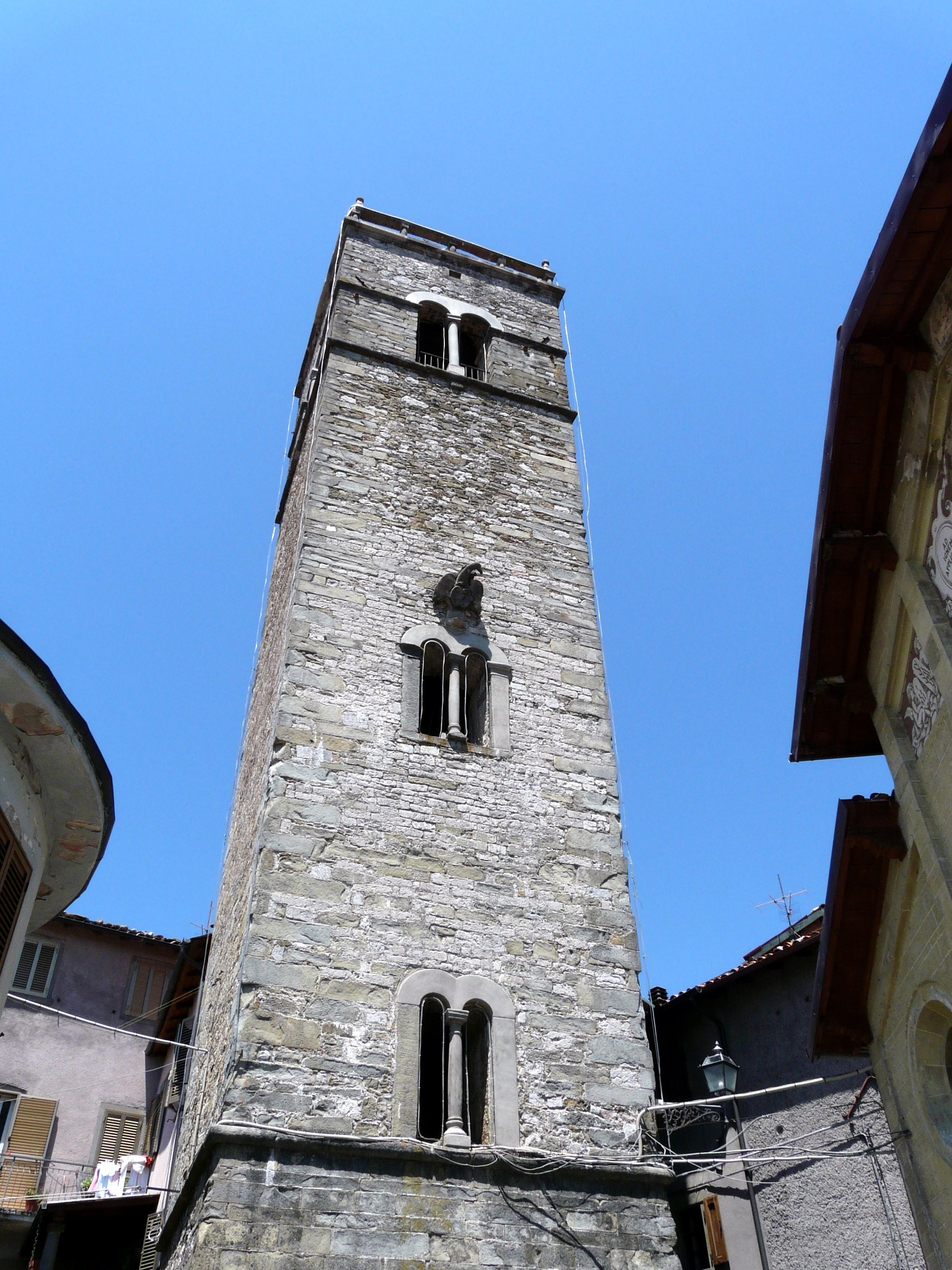
Il campanile

La costruzione è stata realizzata in pietra calcarea originariamente a tre navate e nel 1902, a causa dell'aumento della popolazione ne è stata aggiunta una quarta sul lato destro della chiesa.
L'interno è in stile barocco e vi sono oltre all'altare maggiore cinque altari: Madonna del Rosario, Crocifisso, San Luigi Gonzaga, Sant'Antonio da Padova, Madonna con i Santi. Dietro l'altare maggiore c'è un quadro con cornice intagliata del 1751 raffigurante l'Immacolata Concezione con san Lorenzo, san Filippo Neri ed altri santi. L'organo, posto sopra la porta centrale d'ingresso, è della ditta Cavalli di Lodi.

## Il campanile
Il campanile sorge a sinistra della chiesa in posizione più avanzata. La costruzione in pietra ha un'altezza di circa 40 metri e termina con una guglia a forma di piramide. Caratteristici sono i finestroni a forma di bifora e la presenza, sul lato che guarda la piazza, dell'aquila Estense a ricordo della dominazione del ducato emiliano sulla zona. Sulla torre campanaria ci sono tre campane maggiori fuse dalla fonderia Lera di Lucca nel 1934, più due sonelli sul finestrone lato ovest fusi da Lera nel 1931.